# Zealachertus conjunctus
Zealachertus conjunctus är en stekelart som beskrevs av Berry 1999. Zealachertus conjunctus ingår i släktet Zealachertus och familjen finglanssteklar. Inga underarter finns listade i Catalogue of Life.